# Sailana
Sailana là một thị xã và là một nagar panchayat của quận Ratlam thuộc bang Madhya Pradesh, Ấn Độ.

## Địa lý
Sailana có vị trí 23°28′B 74°55′Đ / 23,47°B 74,92°Đ Nó có độ cao trung bình là 479 mét (1571 feet).

## Nhân khẩu
Theo điều tra dân số năm 2001 của Ấn Độ, Sailana có dân số 10.903 người. Phái nam chiếm 52% tổng số dân và phái nữ chiếm 48%. Sailana có tỷ lệ 75% biết đọc biết viết, cao hơn tỷ lệ trung bình toàn quốc là 59,5%: tỷ lệ cho phái nam là 83%, và tỷ lệ cho phái nữ là 66%. Tại Sailana, 13% dân số nhỏ hơn 6 tuổi.